# Suning.com
Suning.com Co., Ltd. tên cũ Suning Commerce Group Co., Ltd. là một trong những nhà bán lẻ phi chính phủ lớn nhất tại Trung Quốc, có trụ sở chính tại Nam Kinh, tỉnh Giang Tô. Suning có hơn 1600 cửa hàng bao phủ hơn 700 thành phố của Trung Quốc (Trung Quốc đại lục và Hồng Kông) và Nhật Bản và nền tảng thương mại điện tử của mình, Suning.com nằm trong số ba công ty B2C hàng đầu của Trung Quốc. Các loại hoạt động bao gồm hàng hóa vật chất, như đồ gia dụng, sản phẩm 3C, sách, hàng hóa nói chung, hàng gia dụng, mỹ phẩm và sản phẩm chăm sóc em bé, sản phẩm nội dung và hàng hóa dịch vụ với tổng số SKU vượt quá 3 triệu. Nó được niêm yết trên Sở Giao dịch Chứng khoán Thâm Quyến vào năm 2004.Chủ sở hữu là Trương Cận Đông. Năm 2021, Suning.com xếp thứ 328 trong danh sách Fortune Global 500 .
Suning.com được xếp hạng thứ 9 trong danh sách 15 công ty thương mại điện tử phát triển nhanh nhất vào năm 2020 theo một báo cáo được công bố bởi trang web tài chính quốc tế Insider Monkey ,  và xếp thứ 2 trong Tổng doanh số bán lẻ trực tuyến ở Trung Quốc . 

## Lĩnh vực kinh doanh
Suning Commerce Group Co., Ltd. chủ yếu điều hành các cửa hàng bán lẻ được nhượng quyền của các thiết bị điện tử ở Trung Quốc. Công ty chủ yếu cung cấp ti vi màu (TV), đầu phát âm thanh và video (AV), đầu đĩa, tủ lạnh, máy giặt, sản phẩm kỹ thuật số và công nghệ thông tin (CNTT), đồ điện tử gia dụng nhỏ, máy điều hòa không khí, sản phẩm viễn thông và các sản phẩm khác . Công ty cũng cung cấp dịch vụ lắp đặt và sửa chữa các thiết bị điện tử. Tính đến ngày 31 tháng 12 năm 2010, công ty có 1.311 cửa hàng tại 231 thành phố trên khắp Trung Quốc.  Tính đến ngày 30 tháng 6 năm 2020, sau khi mua lại mạng lưới siêu thị Carrefour ở Trung Quốc, Suning.Com đã sở hữu 2.756 cửa hàng thuộc nhiều loại khác nhau:
- Suning Plaza (trung tâm mua sắm) - 37
- Cửa hàng đặc sản 3C (đồ gia dụng) - 2.108
- Cửa hàng Suning.Com - 197
- Siêu thị Carrefour - 240
- Cửa hàng thương hiệu RedBaby (sản phẩm dành cho trẻ em và phụ nữ) - 146
- Cửa hàng ở Hồng Kông - 28

Có 5.660 cửa hàng nhượng quyền của Suning.Com, với tổng số 8682. Trong quý đầu tiên của năm 2021, 831 cửa hàng khác đã được mở vào tháng 6, nâng tổng số lên hơn 9000 cửa hàng bán lẻ trên điện toán đám mây. Suning.com có mặt tại Trung Quốc (Trung Quốc đại lục và Đặc khu hành chính Hồng Kông) và Nhật Bản, trong ngành bán lẻ, với hơn 10.000 cửa hàng .
Công ty đã lọt vào danh sách Fortune Global 500 từ năm 2017 .

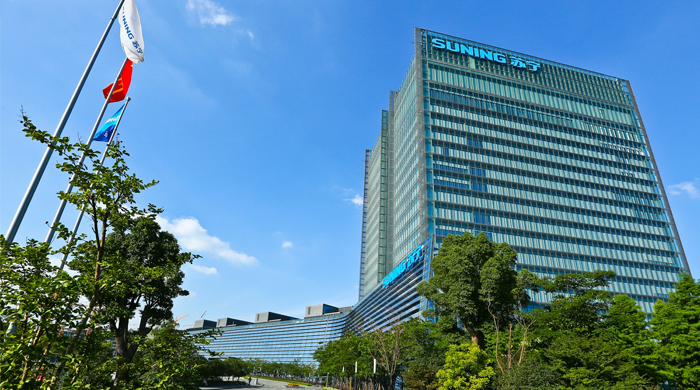
Trụ sở chính của Suning tại Nam Kinh, Giang Tô

| Năm      | 2017 | 2018 | 2019 | 2020 | 2021 |
| -------- | ---- | ---- | ---- | ---- | ---- |
| Xếp hạng | 485  | 427  | 333  | 324  | 328  |